# Wilhelm Schleicher (Politiker)
Wilhelm Schleicher (* 15. Mai 1810 in Korbach; † 24. Januar 1890 in Pyrmont) war ein deutscher Beamter und Politiker.

## Leben
Schleicher war der Sohn des Konduktors Johannes Schleicher (1774–1814) und dessen Ehefrau Katharina Friederike, geborene Böhne (1766–1834). Friedrich Schleicher war ein Bruder. Er heiratete am 10. Dezember 1837 in Korbach Marie Caroline Wilhelmine Hartmann (1814–1877). Schleicher wurde 1833 Spezialerheber im Kreis des Eisenbergs. Ab 1850 war er Kreisrentmeister in Korbach und 1857 Kreisrentmeister in Pyrmont. 1873 wurde er dort Rechnungsrat.
Von 1860 bis 1864 war er Abgeordneter im Spezial-Landtag für das Fürstentum Pyrmont. Von 1849 bis zum 19. November 1850 (VII. Wahlkreis, Nachrücker wurde Carl Waldeck), in den Jahren 1855 bis 1859 (Wahlkreis Kreis des Eisenbergs) und erneut von 1860 bis 1866 (Wahlkreis Kreis Pyrmont) war er Abgeordneter im Landtag des Fürstentums Waldeck-Pyrmont. 